# Ołeś Buzyna

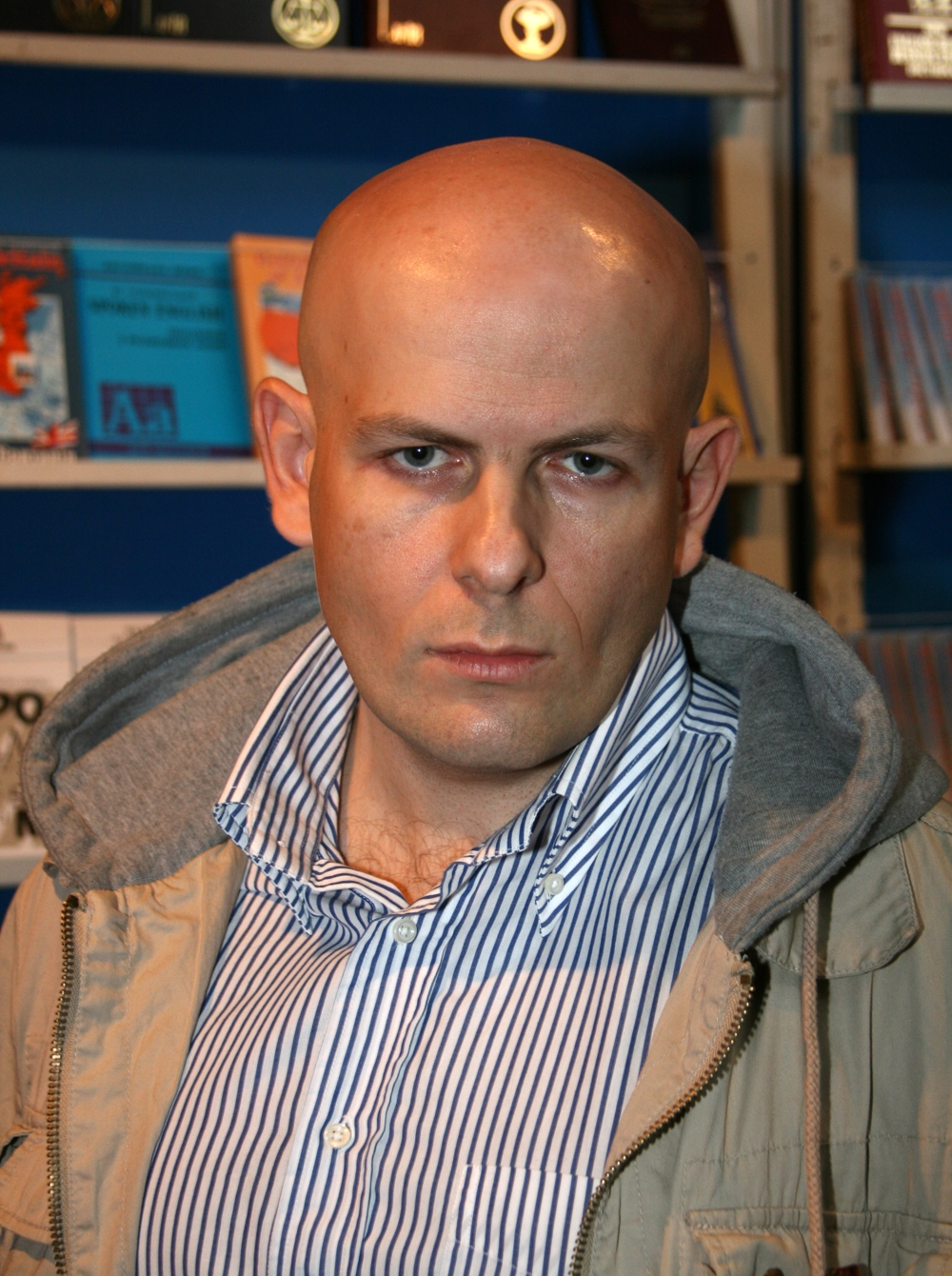
Ołeś Buzyna

Ołeś Ołeksijowycz Buzyna (ukr. Олесь Олексійович Бузина; ros. Олесь Алексеевич Бузина, Oleś Aleksiejewicz Buzina; ur. 16 lipca 1969 w Kijowie, zm. 16 kwietnia 2015 tamże) – ukraiński dziennikarz i pisarz, znany z prorosyjskich poglądów.
Był redaktorem naczelnym gazety „Siegodnia”. Buzyna był również znany z krytyki premiera Arsenija Jaceniuka. Został zastrzelony 16 kwietnia 2015 roku w Kijowie.

## Publikacje
- Burdałak Taras Szewczenko (2000)
- Tajnaja istorija Ukrainy-Rusi (2005)
- Wiernitie żenszczinam gariemy (2008)
- Riewolucyja na bołotie (2010)
- Woskrieszenije Małorossii (2012)
- Sojuz pługa i triezuba. Kak pridumali Ukrainu (2013)
- Dokijewskaja Ruś (2014)
- Bandera - duszytiel kotow